# 遊群
遊群，或称为游团（band society，舊稱horde），有時也稱營（camp），是人類社會最簡單的形式。遊群通常由小型的親屬群體組成，不超過一個家族或氏族。現代人類學的普遍共識認為，一個遊群的平均成員數處於覓食社會中最簡單的級別，其規模一般最大為30至50人。

## 人類學的用法起源
遊群是早期的現代民族學在分析以狩獵採集作為覓食方式的社會時，所使用的三個術語之一。這三個術語分別是「horde」、「band」和「tribe」。horde一詞是在土耳其/韃靼語的úrdú（意為 「營隊」）基礎上形成的，由阿爾弗雷德·威廉·霍伊特（Alfred William Howitt）和洛里默·費森（Lorimer Fison）在1880年代中期從約翰·弗格森·麥肯南（J. F. McLennan）的作品中歸納而來，用來描述從地理上或地方上對一個更大的部落集團中的劃分，部落集團被定義為按血統分類的社會劃分。他們的想法隨後被阿弗烈·芮克里夫-布朗發揚，用於描述所有澳大利亞原住民社會的模式，horde被定義為一群雙親家庭的組合，這些家庭的已婚男性皆屬於同一個父系氏族。「horde」從一開始就帶有澳大利亞原住民社會原始、封閉、僵化和簡單的刻板印象，後來該詞被捨棄，不僅因為它含有「蜂擁而至的野蠻人 」的意思，還因為它暗示了一個固定的部落-領土實體，這違背了實際的田野資料，田野資料顯示出這種群體有遠超於此的流動概念。
1936年，朱利安·斯圖爾德提出遊群社會在狩獵採集者級別上可能是父系、母系或兩者兼有的構想，重新制訂了芮克里夫-布朗所高度限制的定義。久而久之，「band」一詞逐漸取代早前的「horde」，因為對狩獵採集者社會作更廣泛的比較後表明，它們不能簡單地歸類為封閉的父系群體，按照以下概念會是更佳的提議：靈活、非排他性的社會遊群，為了通婚和其它目的，與限定領域內的類似群體有雙邊關係。
1962年，萊斯·希亞特否定了芮克里夫-布朗的遊群理論，證明來自原住民社會的經驗證據與芮克里夫-布朗的歸納相衝突。
「遊群」（band）一詞也用於北美，比如用於大盆地的土著。對於像哈扎族的非洲狩獵採集者則傾向於使用「營」（camp）一詞。

## 特徵
遊群的組織鬆散。他們可以像伊努特人一樣，視季節而定而分裂（在春夏）或組合（冬季營），或者其成員家庭可以脫離加入其他遊群。他們的權力結構通常是平等的。最好的獵人的能力會得到承認，但這種承認並不會使其掌權，因自負而去控制他人的行為會遭致抵抗。判決是由年長老集體討論決定，根據習俗作出，而不是由一個專門機構的法治和強制性機構作出的，這是隨定居農業建立後所興起的更複雜社會而發生。

## 定義和區別
阿弗烈·芮克里夫-布朗根據以下5個標準將遊群（horde）定義為澳大利亞社會性組織的基本單位：
1. 它表示習慣上擁有相同陣營和生活方式的人。
2. 它是特定領土的主要土地所有者。
3. 每個遊群都是獨立和自治的，由一個營地會議管理其社會生活，通常由一個首領領導。
4. 後裔屬於父親的遊群。
5. 在所有與外部部落的關係中，皆被認同為一體的遊群。 [10]

在莫頓·弗里德1975年的研究《部落的概念》中，他將遊群定義為小型、機動的和流動性強的社會組織，領導力弱，無法產生盈餘、稅收或維持常備軍隊。
遊群與部落（tribes）的區別在於，部落通常更大，由許多家庭組成。部落有更多的社會機構，如酋長、大人物或長老。部落維持時間也比遊群更加持久；遊群只要有一小群人脫離或死亡就可能不復存在。許多部落被再細分為多個遊群。有時，具有共同背景和利益的遊群會聯合起來形成部落集團。例如桑人為了發動戰爭而聯合起來，或者可能為了集體性的宗教儀式而聯合，如入會儀式（initiation rites），又或者像澳大利亞原住民社會中常見的那樣，季節性地聚在一起享用豐富的資源。在美國的原住民和加拿大的第一民族中，有些部落是由居住在特定地點的官方遊群組成，如歐及布威族部落的各個遊群。

## 例子
在歷史上世界各地各種氣候皆發現過遊群社會，但一般而言在文明興起之後，他們被限縮在人口稀少的地區，像是熱帶雨林、苔原和沙漠。隨著現代民族國家在全球的傳播，現代幾乎沒有真正的遊群社會。一些過去的例子包括美國大盆地的休休尼人，非洲南部的桑人，非洲的伊圖里雨林的俾格米人（姆巴提人）和多種澳大利亞原住民。

## 筆記

### 引文
1. ↑  Zatrev 2014，第260頁.
2. ↑  Helm 2000，第2頁.
3. ↑  Helm 2000，第3–4頁.
4. ↑  Denham 2014，第115–116頁.
5. ↑  Kelly 2013，第7–8頁.
6. ↑  Kelly 2013，第2ff.頁.
7. ↑  Peterson 2006，第16頁.
8. ↑  Marlowe, F. W. . Berkeley: Univ. California Press. 2010. ISBN 978-0-520-25342-1.
9. 1 2  Briggs 1982，第111頁.
10. ↑  Radcliffe-Brown 1918，第222–223頁.
11. ↑  Fried 1975，第8–9頁.
12. ↑  Berdichewsky 1979，第5頁.

## 資料來源
- Berdichewsky, Bernardo. . Berdichewsky, Bernardo  (编). . Walter de Gruyter. 1979: 5–39. ISBN 978-3-110-80773-8.
- Briggs, Jean L. . Leacock, Eleanor; Lee, Richard B.  (编). . Cambridge University Press. 1982: 109–132  [2022-05-09]. ISBN 978-0-521-28412-7. （原始内容存档于2022-05-09）.
- Denham, Woodrow W. . Mathematical Anthropology and Cultural Theory. May 2014, 6 (1): 1–132  [2022-05-09]. （原始内容存档于2022-05-09）.
- Erdal, David; Whiten, Andrew; Boehm, Christopher; Knauft, Bruce.  (PDF). Current Anthropology. April 1994, 35 (2): 175–183  [2022-05-09]. S2CID 53652577. doi:10.1086/204255. （原始内容 (PDF)存档于2021-10-31）.
- Fried, Morton Herbert. . Cummings Pub. Co. 1975. ISBN 978-0-846-51548-7.
- Helm, June. . University of Iowa Press. 2000  [2022-05-09]. ISBN 978-0-877-45735-0. （原始内容存档于2022-05-09）.
- Kelly, Robert L. . Cambridge University Press. 2013  [2022-05-09]. ISBN 978-1-107-02487-8. （原始内容存档于2022-05-16）.
- Peterson, Nicolas. . Oceania. March 2006, 76 (1): 16–26. JSTOR 40332006. doi:10.1002/j.1834-4461.2006.tb03030.x.
- Radcliffe-Brown, A. R. . The Journal of the Royal Anthropological Institute of Great Britain and Ireland. July–December 1918, 48: 222–253. JSTOR 2843422. doi:10.2307/2843422.
- Schapera, I. . Walker, Eric Anderson  (编). . Volume 8. Cambridge University Press. 1963: 21–49  [2022-05-09]. （原始内容存档于2022-05-16）.
- Yule, Henry; Burnell, A. C. Teltscher, Kate , 编. . Oxford University Press. 2013  [2022-05-09]. ISBN 978-0-199-60113-4. （原始内容存档于2022-05-09）.
- Zatrev, Jordan. . Dor, Daniel; Knight, Chris; Lewis, Jerome  (编). . Oxford University Press. 2014: 249–266  [2022-05-09]. ISBN 978-0-191-64312-5. （原始内容存档于2022-05-09）.